# دومنیک هرباتی
دومنیک هرباتی (انگلیسی: Dominik Hrbatý؛ زاده ۴ ژانویهٔ ۱۹۷۸) تنیس‌باز سابق اهل اسلواکی است.هرباتی در کنار نیک کیریوس و لیتون هیوئیت، یکی از تنها سه بازیکنی است که هر سه عضو ملقب به «سه بزرگ» شامل (جوکوویچ، فدرر و نادال) را در اولین بازی خود شکست داده است.